# 쩡칭훙
쩡칭훙(중국어 정체자: 曾慶紅, 간체자: 曾庆红, 병음: Zēng Qìnghóng, 1939년 7월 ~ )은 예비역 중공 지상군 중사 전역한 중화인민공화국의 정치가이다. 그는 2003년 3월 15일부터 2008년 3월 15일까지 제8대 중화인민공화국의 국가 부주석을 지냈으며, 그밖에 제16기 중국공산당 중앙정치국 상무위원을 지냈다.

## 출신

### 생애 초반
하카계 출신이며, 1939년 장시성에서 태어났다. 아버지는 항일 전쟁에 가담한 홍군 간부인 쩡싼(曾山)이고, 어머니 역시 장정에 참가한 떵리어우찐(邓六金)이다. 쩡싼은 중화인민공화국 수립 후 1949년에 상하이 부시장이 되었고 1960년에는 중앙의 내무부장에 임명되었다. 떵리어우찐은 상하이에서 당간부의 자제를 맡아 보는 화동유치원 원장으로 재임했다. 부모님이 고위 당간부이었기 때문에 쩡칭훙은 태자당으로 불리기도 한다. 베이징공업학원 자동제어계를 졸업하고, 자동제어전문의 엔지니어로서 정부기관에 근무하였다. 1960년 4월에 중국 공산당에 입당하였다.

### 당내 이력
1969년 문화대혁명 기간 중에 하방이 되었던 적이 있었지만, 1986년에 상하이 시당위원회 부서기에 임명된 것이 출세의 실마리가 되었다. 당시 상하이 시장이었던 장쩌민에게 인정을 받아서, 1989년의 천안문 사건 이후, 장쩌민이 당총재 서기로서 북경에 불러 올림에 따라 베이징으로 옮겨서, 당중앙위원회 판공실 부주임으로 임명되었다. 쩡칭훙은 중앙에서 장쩌민의 오른팔로서 두각을 나타내어, 1993년 당판공청 주임으로 취임, 당간부의 임명권을 장악하였다. 1993년에는 엄청난 힘을 가지고 있던 당 원로 양상쿤(楊尚昆)을 국가주석으로부터 끌어내리고, 장쩌민의 국가주석 취임을 실현시켰다. 또 베이징에 기반을 쌓고 있던 베이징 시장 천시퉁(陳希同)도 오직사건을 폭로하여 실각시킴으로써, “살인 청부업자”라고 불리기도 하였다. 또 한편으로 장쩌민계 상하이방을 차례차례로 승진시켰으며, 그 자신도 1997년 당중앙 조직부장, 1999년 당중앙위원을 거쳐 2002년 중국공산당 중앙정치국 상무위원에 오르는 등 초고속 승진을 거듭하였다.

### 국가 부주석
2003년 3월 장쩌민이 주석직을 부주석의 후진타오에게 양보하면서, 쩡칭훙은 장쩌민계 상하이방을 대표하여 부주석에 취임하였다. 후진타오는 본래 덩샤오핑이 생전에 국가주석으로 내정하고 있던 인물로, 장쩌민 계열은 아니다. 이후 대리인으로 볼 수 있는 쩡칭훙을 내세워 영향력을 행사하려는 장쩌민과 새 국가주석인 후진타오의 줄다리기가 계속되었다. 당시 중국 공산당의 최고 권력기관인 정치국 상무위원 9명 가운데 6명이 쩡칭훙을 비롯하여 우방궈, 자칭린, 황쥐, 우관정, 리창춘이 장쩌민계로 다수였지만, SARS 대응에서 후진타오와 원자바오가 과감한 지도력을 발휘함으로써 지도력을 인정받은 반면, 쩡칭훙을 비롯한 장쩌민계의 지위는 상대적으로 낮아졌다.
뿐만 아니라 2004년 9월 19일 장쩌민이 중국공산당 중앙군사위원회 주석직에서 물러나며 후진타오가 뒤를 이을 때 부주석에는 쩡칭훙이 임명될 것이라는 관측이 나왔지만, 후진타오계의 쉬차이허우와 궈보슝이 임명되었다.
2007년 8월에는 내몽골 자치구 창설 60주년을 기념행사의 대표단을 이끌었다. 그러나 10월 21일에 열린 제17회 중국공산당 전국대표대회에서 위원에서 탈락했고, 중앙정치국에서도 퇴출되었다. 이듬해인 2008년 3월 15일의 제11회 전국인민대표대회에서 시진핑이 새 부주석으로 선출되었다.